# Acalypha wui
Acalypha wui är en törelväxtart som beskrevs av Hua Shing Kiu. Acalypha wui ingår i släktet akalyfor, och familjen törelväxter. Inga underarter finns listade i Catalogue of Life.